# HMAS Wollongong (FCPB 206)
Pour les articles homonymes, voir HMAS Wollongong.
Le HMAS Wollongong (FCPB 206), nommé d’après la ville de Wollongong, en Nouvelle-Galles du Sud, était l’un des quinze patrouilleurs de classe Fremantle de la Royal Australian Navy (RAN). Le HMAS Wollongong est le seul navire de la RAN à être apparu dans deux séries télévisées, représentant un patrouilleur fictif de classe Fremantle dans les deux séries.

## Conception et construction
À partir de la fin des années 1960, la planification d’une nouvelle classe de patrouilleurs pour remplacer la classe Attack a commencé, avec des conceptions visant à une meilleure tenue à la mer, un équipement et des armes plus modernes. Les navires de classe Fremantle avaient un déplacement de 220 tonnes à pleine charge, mesuraient 41,9 mètres de longueur hors tout, ils avaient une largeur de 7,39 mètres, et un tirant d'eau maximal de 1,75 mètre. Les navires de classe Fremantle étaient 28 % plus longs et 50 % plus lourds que leurs prédécesseurs. Leur propulsion principale se composait de deux moteurs Diesel de la série MTU 538, qui fournissaient une puissance de 3200 chevaux (2400 kW) aux deux arbres d'hélice. L’échappement n’était pas expulsé par une cheminée, comme sur la plupart des navires, mais par des évents sous la ligne de flottaison. Les patrouilleurs pouvaient atteindre une vitesse maximale de 30 nœuds (56 km/h) et avaient une autonomie maximale de 5000 milles marins (9300 km) à 5 nœuds (9,3 km/h). L’équipage se composait de 22 personnes.
Chaque patrouilleur était armé d’un seul canon Bofors 40 mm L/60 monté à l’avant comme armement principal, complété par deux mitrailleuses Browning M2 de calibre .50 et un mortier de 81 mm,, mais le mortier a été retiré de tous les navires à la fin des années 1990. À l’origine, l’arme principale devait être constituée de deux canons de 30 mm sur un affût double, mais les Bofors reconditionnés ont été sélectionnés pour réduire les coûts. Des dispositions ont été prises pour installer un armement amélioré plus tard dans la carrière de la classe, mais cela ne s’est pas produit,.

## Carrière
Le HMAS Wollongong a été mis en chantier par NQEA à Cairns le 23 juillet 1979. Il fut lancé le 17 octobre 1981 et mis en service dans la RAN le 28 novembre 1981.
En 1983, le HMAS Wollongong était l’un des cinq navires qui furent utilisés pour représenter le HMAS Defiance dans la deuxième saison de la série télévisée Patrol Boat
Le 31 mai 1985, le HMAS Wollongong s’est échoué sur des rochers sur l’île Gabo, causant d’importants dommages au navire. Des tentatives de renflouement du patrouilleur ont été faites à marée haute le 31 mai, mais un tender de plate-forme pétrolière n’a pas été en mesure de remorquer le HMAS Wollongong hors des rochers, car les hélices et leurs arbres étaient coincés. Des réparations d’urgence, des efforts pour alléger le navire en enlevant l’équipement inutile et l’aide d’équipes de sauvetage avec des sacs de flottaison ont permis de renflouer le navire à marée haute le soir du 3 juin. Après avoir été remorqué jusqu’à Eden pour des réparations, le HMAS Wollongong a ensuite été remorqué jusqu’à Cairns pour être reconstruit par NQEA. Il a repris du service entre le milieu et la fin de l’année 1986,. Le commandant du HMAS Wollongong a été traduit en cour martiale et reconnu coupable de négligence lors de l’échouement. Il a été pénalisé par la perte de 18 mois d’ancienneté.
Le HMAS Wollongong a été déployé aux Îles Salomon en octobre et novembre 2003 dans le cadre de la Mission régionale d'assistance aux Îles Salomon.
Le HMAS Wollongong a été désarmé le 11 février 2006
Après avoir été retiré du service, le HMAS Wollongong fut l’un des deux patrouilleurs utilisés pour représenter le HMAS Hammersley pour la première saison de la série télévisée australienne Sea Patrol. Le HMAS Wollongong, amarré au HMAS Waterhen, a été utilisé pour des scènes à bord et autour du navire amarré. Ces images ont été fusionnées avec des scènes tournées à bord du HMAS Ipswich (un navire opérationnel) pour créer le patrouilleur fictif.
Le patrouilleur a été démantelé à Port Macquarie en 2007, pour un coût de 400 000 $ pour le gouvernement australien.